# Лагоа-ди-Сан-Франсиску

Лагоа-ди-Сан-Франсиску на карте штата.

Лагоа-ди-Сан-Франсиску (порт. Lagoa de São Francisco) — муниципалитет в Бразилии, входит в штат Пиауи. Составная часть мезорегиона Северо-центральная часть штата Пиауи. Входит в экономико-статистический микрорегион Кампу-Майор. Население составляет 6422 человек на 2010 год. Занимает площадь 155,639 км². Плотность населения — 41,26 чел./км².

## Демография
Согласно сведениям, собранным в ходе переписи 2010 г. Национальным институтом географии и статистики (IBGE), население муниципалитета составляет:
| Полное население                               | Полное население                               | Полное население                               | Полное население                               | 6422  |
| ---------------------------------------------- | ---------------------------------------------- | ---------------------------------------------- | ---------------------------------------------- | ----- |
| в том числе:                                   | Городское население                            | 2092                                           | Процент городского населения, %                | 32,58 |
|                                                | Сельское население                             | 4330                                           | Процент сельского населения, %                 | 67,42 |
|                                                | Мужское население                              | 3208                                           | Процент мужского населения, %                  | 49,95 |
|                                                | Женское население                              | 3214                                           | Процент женского населения, %                  | 50,05 |
| Плотность населения, чел/км²                   | Плотность населения, чел/км²                   | Плотность населения, чел/км²                   | Плотность населения, чел/км²                   | 41,26 |
| Население муниципалитета в % к населению штата | Население муниципалитета в % к населению штата | Население муниципалитета в % к населению штата | Население муниципалитета в % к населению штата | 0,21  |

По данным оценки 2016 года, население муниципалитета составляет 6611 жителей.

## Статистика
- Валовой внутренний продукт на 2003 год составляет 8 303 883,00 реалов (данные: Бразильский институт географии и статистики).
- Валовой внутренний продукт на душу населения на 2003 год составляет 1377,55 реалов (данные: Бразильский институт географии и статистики).
- Индекс развития человеческого потенциала на 2000 год составляет 0,537 (данные: Программа развития ООН).